# Ferdinand Hardinghaus
Ferdinand Hardinghaus (* 22. September 1957) ist ein deutscher Chemiker und ehemaliger Wettkampfruderer des Osnabrücker Ruder-Vereins (ORV). Ein traditionsreicher Club mit einem etwa fünf Kilometer langen Trainings- bzw. Regattarevier auf dem Osnabrücker Stichkanal. Als Schüler begann Ferdinand Hardinghaus mit dem Rudersport in der Ruderriege des Osnabrücker Gymnasiums Carolinum.

## Sportlicher Werdegang
1980 ging Ferdinand Hardinghaus in Duisburg beim Deutschen Meisterschaftsrudern im Vierer ohne Steuermann zusammen mit dem späteren Goldmedaillengewinner (1988) Thomas Möllenkamp, dem Olympiateilnehmer (1984) Axel Wöstmann und Hans-Günther Tiemann an den Start. Das Boot des ORV gewann den Endlauf und die Ruderer aus der niedersächsischen Friedensstadt Osnabrück wurden Deutscher Meister.
1980 saß Ferdinand Hardinghaus (damals Länge 192 cm und Gewicht 92 kg) auch im Achter der Renngemeinschaft TuS Bramsche und Osnabrücker Ruder-Verein, im Boot zusammen mit Steuermann Torsten Bremer sowie Brunon Derkes, Ralf Kollmann, Thomas Möllenkamp, Martin Möllmann (TuS Bramsche), Andreas Schütte, Hans-Günther Tiemann und Axel Wöstmann. Trainiert wurden die neun Ruderer von Ralf Holtmeyer, dem späteren Bundestrainer des Deutschen Ruderverbandes (DRV). Den Ruderern der Renngemeinschaft aus dem Osnabrücker Land gelang es zunächst, die Mannheimer Regatta zu gewinnen, vor den Teams aus der Sowjetunion, aus der Tschechoslowakei und dem vom DRV zusammengestellten Deutschland-Achter. Mit dem fünften Rang im Einlauf des Finales der Internationalen Luzerner Rotsee-Regatta gelang dem Achter der Renngemeinschaft die Qualifikation für die Olympischen Sommerspiele 1980 in Moskau. Auf dem Rotsee gingen im Wettbewerb der Achter sämtliche Endlaufteilnehmer der letzten Weltmeisterschaft, 1979 in Bled, an den Start. Außer dem Rekordmeister aus der DDR, dem damals dominierenden Achterteam, nahmen Neuseeland als Vize-Weltmeister und der WM-Dritte aus der UdSSR sowie die Ruderer aus Australien, Großbritannien und USA teil. Auch der Achter des DRV, das damalige „Flaggschiff“ des bundesdeutschen Rudersports, war am Start. Er setzte sich zusammen aus sehr routinierten und erfolgreichen Ruderern, zu denen auch Peter-Michael Kolbe gehörte. Damals erreichte der Achter des ORV, der als dritter DRV-Achter an den Start ging, auf dem Rotsse über die Strecke von 2000 Metern eine Zeit von 5:43,42 (Endlaufsiegerzeit DDR 5:40,88). Dem dann für die Olympischen Sommerspiele 1980 in Moskau qualifizierten Achter des ORV wurde wegen des politisch begründeten Boykotts die einmalige Möglichkeit genommen, in Moskau an den Start gehen zu können. Ferdinand Hardinghaus ging dann im Laufe des Jahres 1980 mit dem Achter des ORV bei Regatten in Boston, New York und Philadelphia an den Start.
1981 nahm Ferdinand Hardinghaus zusammen mit Thomas Möllenkamp, Hans-Günther Tiemann und Axel Wöstmann an den Weltmeisterschaften in München im Vierer ohne Steuermann teil. Gerudert wurde auf der Regattastrecke Oberschleißheim. Das Boot des DRV belegte im Finale Rang sieben.
Ferdinand Hardinghaus ging beim Deutschen Meisterschaftsrudern 1982 in München auch mit dem Achter der Renngemeinschaft (Rgm.) Würzburger RG Bayern / RC Karlstadt / RG München / Hannoverscher RC / Mainzer RV / Osnabrücker RV / TuS Bramsche an den Start. Zusammen mit Stm. Rudolf Ziegler sowie Andreas Bode, Bernd Fleischmann, Dieter Göpfert, Hermann Greß, Heribert Karches, Wolfram Thiem und Ralf Thienel wurde er auch in dieser Bootsklasse Deutscher Meister.
Die Leistungsbilanz des Ruderers Ferdinand Hardinghaus umfasst auch weitere herausragende Erfolge in nichtolympischen Bootsklassen.
Im Jahr 2000 erhielt der mehrfache Deutsche Meister und Weltmeisterschaftsteilnehmer als Anerkennung für seine fünfundzwanzigjährige Vereinszugehörigkeit die „Silberne Ehrennadel“ des Osnabrücker Ruder-Vereins.

### Weitere Erfolge bei Deutschen Meisterschaften
1981 Essen: Deutsche Meisterschaft, Achter. Ferdinand Hardinghaus im Boot der Rgm. Osnabrücker RV / TuS Bramsche mit Stm. Torsten Bremer sowie Brunon Derkes, Ralf Kollmann, Thomas Möllenkamp, Martin Möllmann, Andreas Schütte, Hans-Günther Tiemann und Axel Wöstmann – Rang zwei.

1982 München: Deutsche Meisterschaft – Zweier mit Steuermann

Ferdinand Hardinghaus mit Andreas Bode (Tus Bramsche) und Stm. Torsten Bremer im Boot der Rgm. Osnabrücker RV / TuS Bramsche – Rang drei.

1984 Ratzeburg: Deutsche Meisterschaft, Achter. Ferdinand Hardinghaus zusammen mit Andreas Bode vom TuS Bramsche ging im Achter der Rgm. Hannoverscher RC / Mainzer RV / Berliner RK Brandenburgia / Bonner RG / RC Tegel Berlin / Osnabrücker RV an den Start – Rang drei.
Anmerkung
1. ↑  Der Zweier mit Steuermann der Männer wurde zuletzt bei den Olympischen Sommerspielen 1992 in Barcelona gerudert und gehört seitdem nicht mehr zur olympischen Bootsklasse.

## Erfolgsbilanz Osnabrücker und Bramscher Ruderer in den 1980er Jahren
| 1980 | 1981 | 1982 | 1983 | 1984 | 1985                                                            | 1986                                                                 | 1987                                                             | 1988 |
| --- | --- | --- | --- | --- | --------------------------------------------------------------- | -------------------------------------------------------------------- | ---------------------------------------------------------------- | --- |
| Beim Deutschen Meisterschaftsrudern, teilweise in Renngemeinschaft | | | | |                                                                 |                                                                      |                                                                  | |
| - Vierer-ohne, DMR Duisburg: Hardinghaus, Möllenkamp, Tiemann, Wöstmann – Deutsche Meister - Vierer-mit, DMR Duisburg: Derkes, Kollmann, Möllmann, Schütte, Stm. Bremer – Rang 2 | - Vierer-mit, DMR Essen: Bode, Hafer, Hünnefeld, Zuther, Stm. Bremer (Rgm.) – Rang 3 - Achter, DMR Essen: Derkes, Hardinghaus, Kollmann, Möllenkamp, Möllmann, Schütte, Tiemann, Wöstmann, Stm. Bremer – Rang 2 | - Zweier-mit, DMR München: Hardinghaus, Bode, Stm. Bremer – Rang 3 - Vierer-ohne, DMR München: Derkes, Kollmann, Möllenkamp, Tiemann – Deutsche Meister - Vierer-mit, DMR München: Schütte (Rgm.) – Rang 2 - Achter, DMR München: Hardinghaus, Bode (Rgm.) – Deutsche Meister | - Vierer-ohne, DMR Köln: mit Möllenkamp, Wöstmann, Bode, Schütte – Rang 2 - Vierer-mit, DMR Köln: Kollmann, Tiemann, Möllmann, Honsel, Stm. Bremer (Rgm.) – Rang 3 | - Zweier-ohne, DMR Ratzeburg: Möllenkamp, Wöstmann – Rang 2 - Achter, DMR Ratzeburg: Bode, Stm. Bremer (Rgm.) – Rang 2 - Achter, DMR Ratzeburg: Möllenkamp, Hardinghaus (Rgm.) – Rang 3 | - Zweier-ohne, DMR München: Möllenkamp, Maennig (Rgm.) – Rang 2 | - Achter, DMR Duisburg: Stm. Bremer (Rgm.) – Rang 2                  | - Zweier-ohne, DMR München: Möllenkamp, Wessling (Rgm.) – Rang 3 | - Vierer-ohne, DMR Hamburg: Möllenkamp (Rgm.) – Deutsche Meister - Achter, DMR Hamburg: Möllenkamp (Rgm.) – Rang 3 |
| Beteiligung an internationalen Meisterschaften in Booten des Deutschen Ruderverbandes (DRV)                                                                                      | | | | |                                                                 |                                                                      |                                                                  | |
| - Achter, Qualifikation OS Moskau: Derkes, Hardinghaus, Kollmann, Möllenkamp, Möllmann, Schütte, Tiemann, Wöstmann, Stm. Bremer                                                  | - Vierer-ohne, WM München: Hardinghaus, Möllenkamp, Tiemann, Wöstmann – Rang 7 | | | - Zweier-ohne, OS Los Angeles: Möllenkamp, Wöstmann – Rang 4 |                                                                 | - Achter, WM Nottingham: Deutschland-Achter mit Stm. Bremer – Rang 6 |                                                                  | - Achter, OS Seoul: Deutschland-Achter mit Möllenkamp – Goldmedaille                                               |

Abkürzungen: „DMR“ – Deutsches Meisterschaftsrudern – „WM“ – Ruder-Weltmeisterschaften – „OS“ – Olympische Ruderregatta – „Stm.“ – Steuermann – „Rgm.“ – Renngemeinschaft